# Caleb Thielbar
Caleb Thielbar (né le 31 janvier 1987 à Northfield, Minnesota, États-Unis) est un lanceur de relève gaucher des Ligues majeures de baseball.

## Carrière
Joueur des Jackrabbits de l'Université d'État du Dakota du Sud, Caleb Thielbar est repêché en 18e ronde par les Brewers de Milwaukee en 2009. Il joue deux saisons en ligues mineures dans l'organisation des Brewers et, après avoir été libéré de son contrat, amorce la saison 2011 dans le baseball indépendant avec les Saints de Saint Paul, une ville de son État natal, le Minnesota. Remarqué par les Twins du Minnesota de la Ligue majeure de baseball, il signe un contrat avec le club le 18 août 2011. Thielbar, un lanceur de relève gaucher, fait ses débuts dans le baseball majeur avec les Twins le 20 mai 2013.
À sa saison recrue en 2013, sa moyenne de points mérités n'est que de 1,76 en 46 manches lancées 
Thielbar est agent libre après avoir joué pour Minnesota de 2013 à 2015. En 109 matchs, tous comme lanceur de relève, sa moyenne de points mérités se chiffre à 2,74 en 98 manches et deux tiers lancées.